# Лоццоло
Лоццоло (італ. Lozzolo, п'єм. Lòso) — муніципалітет в Італії, у регіоні П'ємонт, провінція Верчеллі.
Лоццоло розташоване на відстані близько 540 км на північний захід від Рима, 80 км на північний схід від Турина, 37 км на північ від Верчеллі.
Населення — 837 осіб (2014).
Щорічний фестиваль відбувається 23 квітня. Покровитель — святий Юрій.

## Демографія
Населення за роками:

Станом на 1 січня 2023 року в муніципалітеті офіційно проживали 24 іноземці з 7 країн, серед них 8 громадян країн Євросоюзу та 4 громадяни України.

## Сусідні муніципалітети
- Гаттінара
- Роазіо
- Серравалле-Сезія
- Состеньйо
- Вілла-дель-Боско

## Міста-побратими
- Кастільйоне-д'Адда, Італія